# Милена (Сицилия)
Милена (итал. Milena) — коммуна в Италии, располагается в регионе Сицилия, подчиняется административному центру Кальтаниссетта.
Население составляет 3.171 человека (на 2011 г.), плотность населения составляет 132,13 чел./км². Занимает площадь 24 км². Почтовый индекс — 93010. Телефонный код — 0934.
Покровителем коммуны почитается святой Иосиф Обручник, празднование 19 марта.